# Parmena unifasciata
Parmena unifasciata là một loài bọ cánh cứng trong họ Cerambycidae.